# Kalingchok
Kalingchok (nep. कालिन्चोक) – gaun wikas samiti w środkowej części Nepalu w strefie Dźanakpur w dystrykcie Dholkha. Według nepalskiego spisu powszechnego z 2001 roku liczył on 458 gospodarstw domowych i 2330 mieszkańców (1148 kobiet i 1182 mężczyzn).